# ФК Подунавац Ритопек
ФК Подунавац Ритопек је фудбалски клуб из Ритопека основан 1957. године. Тренутно се такмичи у Општинској лиги Гроцка.

## У такмичењима
| Сезона      | Лига (група)                           | Поз. | Оди. | Поб. | Нер. | Пор. | ДГ | ПГ | ГР  | Куп                  | Напомене |
| ----------- | -------------------------------------- | ---- | ---- | ---- | ---- | ---- | -- | -- | --- | -------------------- | -------- |
| 2010–11[3]  | Прва Београдска Лига                   | 17   | 34   | 5    | 9    | 20   | 16 | 47 | –31 | није се квалификовао | Испао    |
| 2011–12[4]  | Друга Београдска БИП Лига - "Шумадија" | 6    | 26   | 12   | 6    | 8    | 39 | 27 | +12 | није се квалификовао |          |
| 2012–13[5]  | Друга Београдска Лига - "Шумадија"     | 10   | 24   | 8    | 5    | 11   | 44 | 38 | +6  | није се квалификовао | Пребачен |
| 2013–14[6]  | Прва Београдска лига, "Ц"              | 8    | 24   | 8    | 6    | 10   | 34 | 30 | +4  | није се квалификовао |          |
| 2014–15[7]  | Прва Београдска лига, "Ц"              | 13   | 24   | 3    | 3    | 18   | 15 | 58 | –43 | није се квалификовао | Испао    |
| 2015–16[8]  | Општинска Лига Гроцка                  | 4    | 12   | 1    | 1    | 10   | 10 | 28 | –18 | није се квалификовао | Пребачен |
| 2016–17[9]  | Међуопштинска Лига Београд, "Б"        | 10   | 20   | 1    | 4    | 15   | 14 | 58 | –44 | није се квалификовао |          |
| 2017–18[10] | Међуопштинска Лига Београд, "Б"        | 12   | 26   | 5    | 3    | 18   | 20 | 68 | –48 | није се квалификовао |          |
| 2018–19[1]  | Општинска Лига Гроцка                  | 4    | 16   | 4    | 1    | 11   | 37 | 55 | –18 | није се квалификовао |          |